# Неограничена подводна война
Неограничената подводна война (на немски: uneingeschränkter U-Boot-Krieg) е тип бойни действия по море или по-точно в морето.
При нея подводниците потапят без предупреждение и цивилни търговски кораби на трети неутрални страни във военния конфликт, поради съмнение, че тези съдове тайно в операция под фалшив флаг доставят оръжие, боеприпаси, суровини или други жизненоважни стоки и предмети на противната страна във военния конфликт.
След изобретяването на подводниците като бойни кораби, възникнала неизбежната необходимост подвозът за Антантата да бъде защитаван и от военни кораби, освен от подводници, тъй като в случай на потапяне на съдове, на подводниците нямало достатъчно пространство да се поберат и спасят оцелелите в/от морското сражение.
В историята има три големи военни кампании на неограничена подводна война:
1. Битка за Атлантика (1914-1918) през Първата световна война (използва се от Германия през 1915 г. и 1917 – 1918 г., която формално е използвана като повод, но не е причина, за включването на САЩ в Първата световна война (от 6 април 1917 г.);
2. Битка за Атлантика (1939-1945) през Втората световна война (провежда се от всички участващи страни в конфликта без изключение);
3. Тихоокеанска война (завършила с атомни бомбардировки на Хирошима и Нагасаки).

След Втората световна война, командващия военноморските сили на Третия Райх (Кригсмарине) Карл Дьониц е обвинен неоснователно според някои изследователи на Нюрнбергския процес в престъпления против човечеството за воденето на неограничената подводна война в Атлантика. 